# 須賀川城
須賀川城福島縣須賀川市存在的平山城。釈迦堂川的氾濫平原下方視差約20公尺的台地上。現在的本丸跡仍存有二階堂神社。